# Pelagije Kordopski
| Portal:Kršćanstvo | Portal: Kršćanstvo |

Pelagije (španjolski Pelayo) bio je dječak kršćanin ubijen 926. godine. Katolička crkva slavi Pelagija kao svetca i mučenika, čiji je spomendan 26. lipnja.
Predaje kažu da je Pelagija ujak ili stric ostavio s kalifom Abd al-Rahmanom III. Pelagije, kojem je bilo deset godina, postao je talac. U dobi od trinaest godina, Pelagija je ljepota učinila predmetom kalifove požude. Kalif, nakon što je Pelagije odbio ponudu da postane musliman te vladarev seksualni rob, razbjesnio se, naredivši Pelagijevo pogubljenje. Izvori se ne slažu kako je dječak pogubljen.